# Teatro Sarmiento (San Juan)

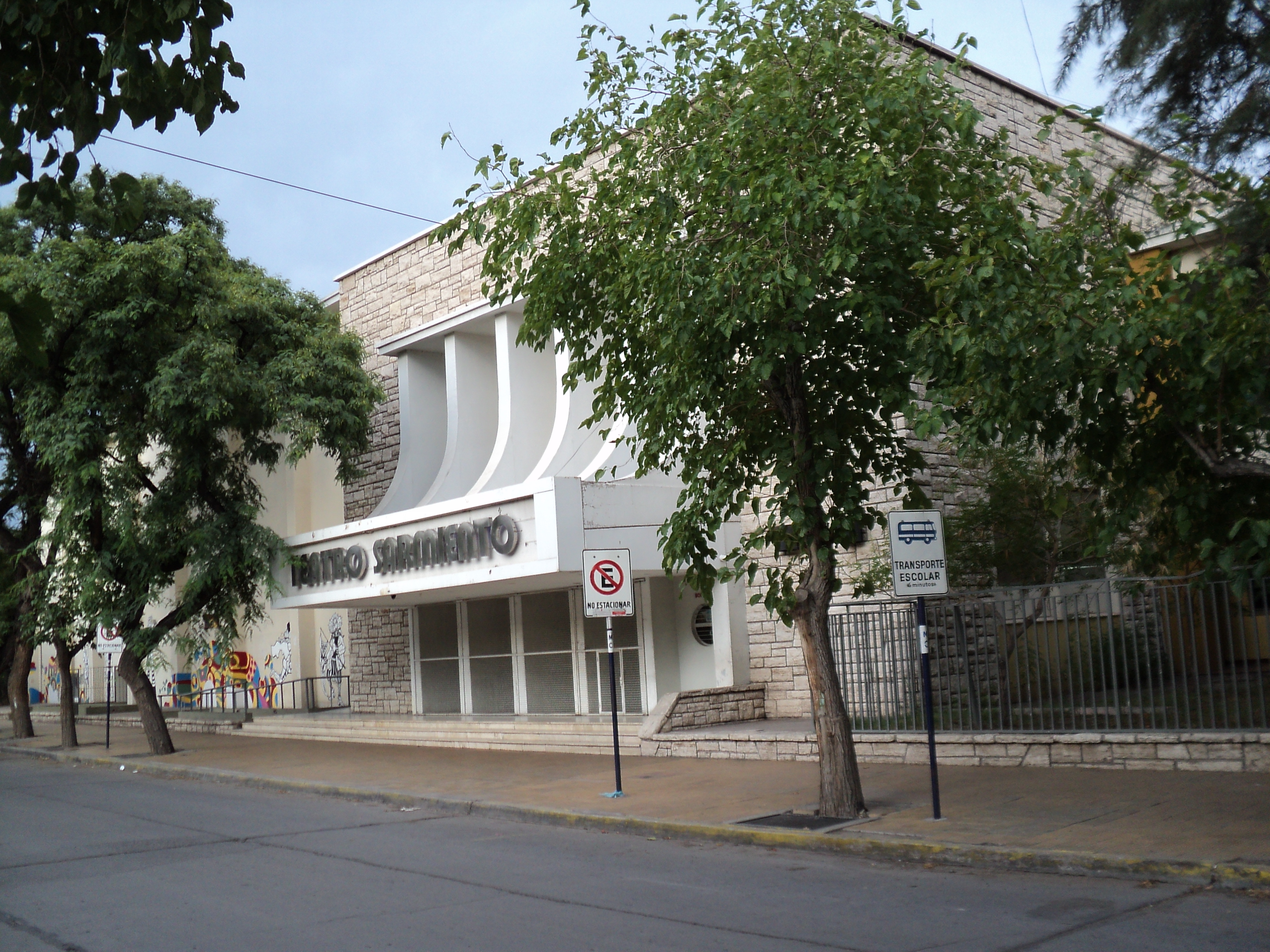
El teatro Sarmiento sobre avenida Alem

El Teatro Sarmiento es un edificio donde se desarrollan artes escénicas que se ubica o sitúa sobre Avenida Alem al 34 (norte) en el ciudad de San Juan, Argentina.

## Historia
Se creó en terrenos de la Escuela Superior Sarmiento, donde funcionaba, en un principio, como salón de actos. En 1981 fue transferido al Estado prvincial de San Juan y así se convirtió en Teatro Provincial, rango que conserva hasta la actualidad. 
En el 2001 se realizaron las últimas refacciones, habilitando nuevas salidas de emergencia, aire acondicionado y calefacción centrales. 
Durante todo el año la sala reúne a artistas y personalidades destacadas del país y del mundo y se erige, junto al Auditorio Juan Victoria, como uno de los principales centros de la actividad cultural de la Ciudad de San Juan.

## Conciertos
El 1 de abril hizo lo suyo la banda de rock y heavy metal argentino Rata Blanca, en el marco de la gira de presentaciones de Tormenta eléctrica.